# جعفر عمران (لاعب كرة قدم)
جعفر عمران سلمان الربيعي لاعب كرة قدم عراقي البداية كانت مع مركز شباب الزعفرانية والمدرب خيري حسين عام 1982 بعدها بعامين انضم لفريق العمال والمدرب كاظم، احرز لقب الهداف لموسمين وصعد الفريق للدرجة الأولى ، ثم انتقل لنادي النفط عام 1986 وانتقل في نادي النفط إلى عام 1992 وبعد ذلك انتقل لنادي القوة الجوية مثلها سبع مواسم وحقق الكثير من الالقاب.
شارك مع المنتخب العراقي في عدة مباريات، منها مباراة العراق واليابان، يومها سجل هدف التعادل ليحرم منتخب اليابان من المشاركة في كأس العالم 1994، جاءته دعوة رسمية لزيارة كوريا الجنوبية حيث سافر من العراق إلى كوريا.

## مشاركات
بطولة الدوري العراقي 1996-1997
بطولة الكاس 1996-1997
بطولة ام المعارك 1994-1996-1998
كأس المثابرة 1996

## روابط خارجية
- جعفر عمران على موقع الاتحاد الدولي (مؤرشف)  (الإنجليزية)
- جعفر عمران على موقع كووورة